# Codex Haggenberg

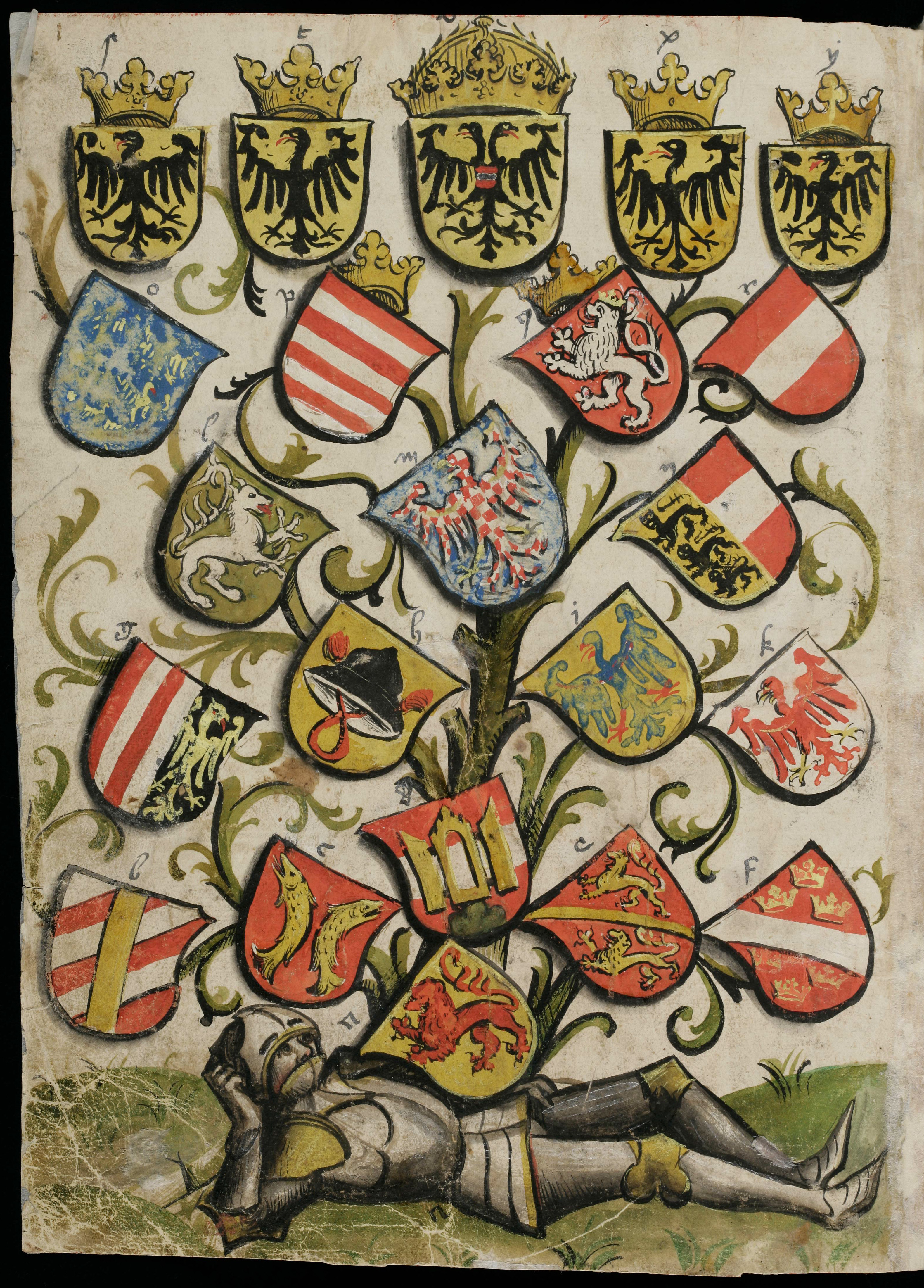
Codex Haggenberg (Cod. Sang. 1084)

Der Codex Haggenberg (St. Gallen, Stiftsbibliothek, Cod. Sang. 1084) ist eine Bilderhandschrift, deren Hauptteil um 1470 in Heidelberg entstand. Im Jahr 1488 wurde sie durch Hans Haggenberg im Auftrag des Abtes Ulrich Rösch ergänzt. Sie wird heute in der Stiftsbibliothek St. Gallen aufbewahrt.
| Aufbewahrungsort | Stiftsbibliothek St. Gallen |
| Entstehungsort   | Heidelberg und St. Gallen   |
| Entstehungszeit  | zwischen 1470 und 1488      |
| Beschreibstoff   | Papier                      |
| Umfang           | 338 Seiten                  |
| Format           | 28-28.5 x 20.5-21 cm        |
| Sprache          | Deutsch                     |

## Geschichte
Der Codex wird im Hauptbestand der Werkstatt von Hans Ingeram zugerechnet und ist um 1470 entstanden. Er gelangte in den Besitz von Abt Ulrich Rösch, der ihn durch den Schweizer Maler Hans Haggenberg im hinteren Teil mit Wappen aus der Schweiz und dem grenznahen Raum ergänzen liess. Ebenfalls zu den Ergänzungen von Haggenberg zählen die Wappenbäume des Kaiserhauses Habsburg und Luxemburg sowie die gesicherte Einfügung eines zweiseitigen signierten Gedichts. Das Exlibris des Abtes und das zweite Umschlagblatt mit dem Wappenvollbild des St. Galler Abtes dürften, genauso wie das persönliche Wappen Röschs, von Haggenberg stammen.

## Beschreibung
Das Wappenbuch enthält 1626 Wappenschilden von weltlichen und geistlichen Standespersonen. Der Buchschmuck ist mit der Feder gezeichnet, teilweise wurde eine Druckschablone verwendet, er ist durchgehend farbig gefasst. Der Maler Haggenberg nennt sich mit der Jahreszahl 1488 am Ende eines Gedichtes auf Seite 7. Am vorderen Deckel wird mit dem Wappen der Abt Ulrich Rösch als Besitzer des Buches genannt.
Der Codex Haggenberg ist eines der wichtigsten Wappenbücher des 15. Jahrhunderts.